# Јере Каралахти
Јере Каралахти (фин. Jere Karalahti; 25. март 1975, Хелсинки, Финска) професионални је фински хокејаш на леду који игра на позицији одбрамбеног играча.
Тренутно игра за екипу ХК Јокерит која се такмичи у Континенталној хокејашкој лиги (КХЛ) (од сезоне 2013/14).
Са сениорском репрезентацијом Финске освојио је три сребрне и једну бронзану медаљу на светским првенствима.

## Каријера
Каралахти је играчку каријеру започео у клубу ХИФК из Хелсинкија за који је почео да игра у јуниорским тимова, а први сениорски уговор са истим тимом потписао је у сезони 1993/94. Пре потписивања тог уговора, као перспективан хокејаш учествовао је на драфту НХЛ лиге, где га је као 146. пика одабрала екипа Лос Анђелес Кингса. Први велики успех у каријери остварио је у сезони 1997/98. када је са екипом ХИФК-а освојио титулу првака Финске, а учинак од 14 голова и 16 асистенција (укупно 30 поена) у лигашком делу сезоне, донео му је и титулу најбољег играча за месец март, те признање за најефикасијег пауер-плеј играча. Наредне сезоне Каралахти је чак и поправио личну статистику за 3 поена, због чега му је НХЛ клуб са драфта ЛЈ Кингси понудио уговор.
Због проблема са визама, Каралахти није био у могућности да се прикључи свом новом тиму на почетку сезоне 1999/00, и за то време наставио је да игра у дресу финског лигаша. Након добре дебитантске сезоне у НХЛ лиги, у наредној сезони углавном је улазио у игру са клупе, те је незадовољан минутажом у тиму тражио да напусти екипу, што се и десило током сезоне 2001/02. када је трејдован у екипу Нешвил Предаторса.
Због проблема са наркотицима, управа НХЛ лиге је у лето 2002. суспендовала Каралахтија на 6 месеци, због чега се вратио назад у Финску. Након пропуштене целе сезоне 2002/03. због суспензије, у марту 2003. потписао је уговор са својим некадашњим клубом ХИФК-ом, у којем је остао у наредне 4 сезоне. У сезони 2005/06. чак је и именован капитеном свог тима (иако је већи део те сезоне пропустио због повреде).
По истеку уговора са ХИФК-ом, упркос бројним понудама европских тимова одлучује да остане у Финској и потписује угово са екипом Оулун Керпета у којој је започео сезону 2007/08. Међутим, након свега 15 одиграних утакмица за екипу из Оулуа, дошло је до раскида уговора, након што је Каралхти због проблема са законом био ухапшен и притворен.
Након неуспелог покушаја да потпише уговор са екипом Слована из Братиславе за сезону 2008/09, Каралахти у лето 2008. потписује уговор са Немачким прволигашем Хамбург фризерсима, екипом за коју је наступао током наредне две сезоне. иако је по истеку прве године уговора са немачким тимом, Каралахти изразио жељу да напусти тим из Хамбурга и пређе у редове КХЛ лигаша Њефтехимика из Нижњекамска, предомислио се након свега неколико недеља и одлучио да и сезону 2009/10. проведе у немачком тиму.
Након једне сезоне у финском Еспо Блузу (сезона 2010/11), Каралахти потписује двогодишњи уговор са КХЛ лигашем Динамом из Минска. У августу 2013. потписује уговор са финском екипом Јокерит са којом је у сезони 2013/14. наступао у финском шампионату, а од сезоне 2014/15. и у КХЛ лиги.

### Репрезентативна каријера
Каралахти је прошао све млаже селекције репрезентације Финске, а за сениорски тим на великој сцени дебитовао је на светском првенству 1998. у Швајцарској. На том турниру Финска је освојила сребрну медаљу, а Каралахти је захваљујући учинку од 4 погодтка и 3 асистенције проглашен уврштен у идеалну поставу турнира. Био је део националног тима и на наредна два светска првенства, на којима је освојио још две медаље, сребро у Лилехамеру 1999. и бронзу у Санкт Петербургу 2000. године.
На Светском првенству 2014. у Минску репрезентација Финске је освојила нову сребрну медаљу, а Каралахти је на 10 утакмица имао учинак од 1 гола и 3 асистенције.